# Micractis discoidea
Micractis discoidea là một loài thực vật có hoa trong họ Cúc. Loài này được (Vatke) D.L.Schulz mô tả khoa học đầu tiên năm 1990.